# Choshi

Chōshi (em japonês:  銚子市, transl. Chōshi-shi) é uma cidade japonesa localizada na província de Chiba. 
Em julho de 2019, a cidade tinha uma população estimada em 60.862 habitantes e uma densidade populacional de 727,23h/km². Tem uma área total de 83,69 km².
Recebeu o estatuto de cidade a 1 de Fevereiro de 1933.

## Cidades-irmãs
- Coos Bay, EUA[2]
- Legazpi, Filipinas[3]